# Egon Drews
Egon Drews (?, 1 de junho de 1926 — ?, 13 de janeiro de 2011) foi um canoísta alemão especialista em provas de velocidade.

## Carreira
Foi vencedor das medalhas de bronze em C-2 1000 m e em C-2 10000 m em Helsínquia 1952, junto com o seu colega de equipa Wilfried Soltau.